# Słowenia na Zimowych Igrzyskach Olimpijskich 2022
Słowenia na Zimowych Igrzyskach Olimpijskich 2022 – występ kadry sportowców reprezentujących Słowenię na igrzyskach olimpijskich, które odbyły się w Pekinie, w Chińskiej Republice Ludowej, w dniach 4-20 lutego 2022 roku.
Reprezentacja Słowenii liczyła czterdzieścioro dwoje zawodników – dwadzieścia kobiet i dwudziestu dwóch mężczyzn.
Był to dziewiąty start Słowenii na zimowych igrzyskach olimpijskich.

## Zdobyte medale
Słoweńcy zdobyli 7 medali - 2 złote, 3 srebrne i 2 brązowe medale w 3 dyscyplinach. Najwięcej - 4 z nich, w tym oba złote, wywalczyli skoczkowie narciarscy. Kobiety zdobyły 3 medale - 1 złoty i 2 brązowe. Mężczyźni również wywalczyli 3 medale - wszystkie srebrne. 1 złoto zdobyła drużyna mieszana.
Był to najlepszy wynik w dotychczasowej historii startów Słowenii na zimowych igrzyskach olimpijskich.
Najbardziej utytułowanym słoweńskim zawodnikiem igrzysk została skoczkini narciarska Urša Bogataj - zdobywczyni dwóch złotych medali.
| Data      | Medal  | Zawodnik                                        | Dyscyplina            | Konkurencja                       |
| --------- | ------ | ----------------------------------------------- | --------------------- | --------------------------------- |
| 5 lutego  | Złoto  | Urša Bogataj                                    | Skoki narciarskie     | skocznia normalna kobiet          |
| 5 lutego  | Brąz   | Nika Križnar                                    | Skoki narciarskie     | skocznia normalna kobiet          |
| 7 lutego  | Złoto  | Nika Križnar Timi Zajc Urša Bogataj Peter Prevc | Skoki narciarskie     | konkurs drużyn mieszanych         |
| 8 lutego  | Brąz   | Gloria Kotnik                                   | Snowboarding          | slalom gigant równoległy kobiet   |
| 8 lutego  | Srebro | Tim Mastnak                                     | Snowboarding          | slalom gigant równoległy mężczyzn |
| 13 lutego | Srebro | Žan Kranjec                                     | Narciarstwo alpejskie | slalom gigant mężczyzn            |
| 14 lutego | Srebro | Lovro Kos Cene Prevc Timi Zajc Peter Prevc      | Skoki narciarskie     | konkurs drużynowy mężczyzn        |

## Reprezentanci

### Biathlon
| Zawodnik                                              | Konkurencja                | Strzelanie                           | Czas                                      | Strata  | Miejsce | Źródło |
| ----------------------------------------------------- | -------------------------- | ------------------------------------ | ----------------------------------------- | ------- | ------- | ------ |
| Miha Dovžan                                           | bieg indywidualny mężczyzn | 2 (0+0+0+2)                          | 53:39,4                                   | +4:52,0 | 38.     | [ 1 ]  |
| Miha Dovžan                                           | sprint mężczyzn            | 2 (2+0)                              | 26:53,1                                   | +2:52,7 | 62.     | [ 1 ]  |
| Jakov Fak                                             | bieg indywidualny mężczyzn | 3 (1+1+0+1)                          | 52:48,0                                   | +4:00,6 | 29.     | [ 2 ]  |
| Jakov Fak                                             | bieg pościgowy mężczyzn    | 5 (1+2+1+1)                          | 43:58,9                                   | +4:51,4 | 29.     | [ 2 ]  |
| Jakov Fak                                             | sprint mężczyzn            | 1 (0+1)                              | 25:48,0                                   | +1:47,6 | 26.     | [ 2 ]  |
| Polona Klemenčič                                      | bieg indywidualny kobiet   | 2 (0+2+0+0)                          | 48:18,8                                   | +4:06,1 | 29.     | [ 3 ]  |
| Polona Klemenčič                                      | bieg pościgowy kobiet      | 4 (0+1+2+1)                          | 41:31,5                                   | +6:44,6 | 51.     | [ 3 ]  |
| Polona Klemenčič                                      | sprint kobiet              | 2 (1+1)                              | 23:31,2                                   | +2:46,9 | 59.     | [ 3 ]  |
| Živa Klemenčič                                        | bieg indywidualny kobiet   | 4 (0+1+0+3)                          | 51:51,6                                   | +7:38,9 | 64.     | [ 4 ]  |
| Živa Klemenčič                                        | sprint kobiet              | 3 (3+0)                              | 24:43,6                                   | +3:59,3 | 79.     | [ 4 ]  |
| Lovro Planko                                          | bieg indywidualny mężczyzn | 4 (2+1+0+1)                          | 54:27,9                                   | +5:40,5 | 46.     | [ 5 ]  |
| Lovro Planko                                          | bieg pościgowy mężczyzn    | 8 (2+2+2+2)                          | 47:31,6                                   | +8:24,1 | 56.     | [ 5 ]  |
| Lovro Planko                                          | sprint mężczyzn            | 2 (0+2)                              | 26:22,3                                   | +2:21,9 | 42.     | [ 5 ]  |
| Rok Tršan                                             | bieg indywidualny mężczyzn | 1 (1+0+0+0)                          | 55:14,7                                   | +6:27,3 | 54.     | [ 6 ]  |
| Rok Tršan                                             | sprint mężczyzn            | 1 (0+1)                              | 27:45,7                                   | +3:45,3 | 86.     | [ 6 ]  |
| Miha Dovžan Jakov Fak Lovro Planko Rok Tršan          | sztafeta mężczyzn          | 0+1 0+0 0+1 0+3 0+2 0+1 0+0 0+2 0+10 | 20:23,6 20:43,1 21:33,7 21:29,2 1:24:09,6 | +4:19,4 | 11.     | [ 7 ]  |
| Polona Klemenčič Živa Klemenčič Jakov Fak Miha Dovžan | sztafeta mieszana          | 0+1 0+3 3+3 1+3 -                    | 19:15,0 LAP -                             | -       | 20.     | [ 8 ]  |

### Biegi narciarskie
| Zawodnik                                     | Konkurencja                | Kwalifikacje | Kwalifikacje | Ćwierćfinały | Ćwierćfinały | Półfinały | Półfinały | Finał                       | Finał   | Źródło |
| Zawodnik                                     | Konkurencja                | Czas         | Miejsce      | Czas         | Miejsce      | Czas      | Miejsce   | Czas                        | Miejsce | Źródło |
| -------------------------------------------- | -------------------------- | ------------ | ------------ | ------------ | ------------ | --------- | --------- | --------------------------- | ------- | ------ |
| Vili Črv                                     | bieg indywidualny mężczyzn | —            | —            | —            | —            | —         | —         | 44:12,9                     | 69.     | [ 9 ]  |
| Vili Črv                                     | sprint mężczyzn            | 2:57,39      | 42.          | NQ           | NQ           | NQ        | NQ        | NQ                          | 42.     | [ 9 ]  |
| Anita Klemenčič                              | bieg indywidualny kobiet   | —            | —            | —            | —            | —         | —         | 33:09,3                     | 62.     | [ 10 ] |
| Anita Klemenčič                              | bieg masowy kobiet         | —            | —            | —            | —            | —         | —         | 1:46:37,6                   | 59.     | [ 10 ] |
| Anita Klemenčič                              | sprint kobiet              | 3:34,12      | 55.          | NQ           | NQ           | NQ        | NQ        | NQ                          | 55.     | [ 10 ] |
| Anamarija Lampič                             | bieg indywidualny kobiet   | —            | —            | —            | —            | —         | —         | 29:55,0                     | 17.     | [ 11 ] |
| Anamarija Lampič                             | sprint kobiet              | 3:22,93      | 26. Q        | 3:18,60      | 3. q         | 3:19,26   | 6.        | NQ                          | 12.     | [ 11 ] |
| Janez Lampič                                 | sprint mężczyzn            | 3:09,95      | 74.          | NQ           | NQ           | NQ        | NQ        | NQ                          | 74.     | [ 12 ] |
| Miha Ličef                                   | bieg indywidualny mężczyzn | —            | —            | —            | —            | —         | —         | 42:43,4                     | 55.     | [ 13 ] |
| Miha Ličef                                   | bieg łączony mężczyzn      | —            | —            | —            | —            | —         | —         | LAP                         | 56.     | [ 13 ] |
| Miha Ličef                                   | sprint mężczyzn            | 3:05,98      | 65.          | NQ           | NQ           | NQ        | NQ        | NQ                          | 65.     | [ 13 ] |
| Anja Mandeljc                                | bieg indywidualny kobiet   | —            | —            | —            | —            | —         | —         | 33:19,5                     | 66.     | [ 14 ] |
| Anja Mandeljc                                | sprint kobiet              | 3:35,90      | 59.          | NQ           | NQ           | NQ        | NQ        | NQ                          | 59.     | [ 14 ] |
| Hana Mazi Jamnik                             | DNS                        | DNS          | DNS          | DNS          | DNS          | DNS       | DNS       | DNS                         | DNS     | [ 15 ] |
| Miha Šimenc                                  | bieg indywidualny mężczyzn | —            | —            | —            | —            | —         | —         | 44:20,8                     | 71.     | [ 16 ] |
| Miha Šimenc                                  | sprint mężczyzn            | 2:58,14      | 44.          | NQ           | NQ           | NQ        | NQ        | NQ                          | 44.     | [ 16 ] |
| Eva Urevc                                    | sprint kobiet              | 3:30,43      | 46.          | NQ           | NQ           | NQ        | NQ        | NQ                          | 46.     | [ 17 ] |
| Neža Žerjav                                  | bieg indywidualny kobiet   | —            | —            | —            | —            | —         | —         | 33:56,8                     | 71.     | [ 18 ] |
| Neža Žerjav                                  | bieg łączony kobiet        | —            | —            | —            | —            | —         | —         | 1:42:14,2                   | 53.     | [ 18 ] |
| Neža Žerjav                                  | bieg masowy kobiet         | —            | —            | —            | —            | —         | —         | 52:33,1                     | 55.     | [ 18 ] |
| Eva Urevc Anamarija Lampič                   | sprint drużynowy kobiet    | —            | —            | —            | —            | 24:10,14  | 7.        | NQ                          | 14.     | [ 19 ] |
| Vili Črv Miha Šimenc                         | sprint drużynowy mężczyzn  | —            | —            | —            | —            | 20:43,03  | 8.        | NQ                          | 16.     | [ 20 ] |
| Miha Šimenc Miha Ličef Vili Črv Janez Lampič | sztafeta mężczyzn          | —            | —            | —            | —            | —         | —         | 31:11,5 33:19,2 29:47,9 LAP | 14.     | [ 21 ] |

### Kombinacja norweska
| Zawodnik     | Konkurencja                     | Skok      | Skok   | Skok    | Bieg    | Bieg    | Bieg    | Miejsce | Źródło |
| Zawodnik     | Konkurencja                     | Odległość | Punkty | Miejsce | Czas    | Strata  | Miejsce | Miejsce | Źródło |
| ------------ | ------------------------------- | --------- | ------ | ------- | ------- | ------- | ------- | ------- | ------ |
| Vid Vrhovnik | skocznia normalna/bieg na 10 km | 91,5      | 88,0   | 31.     | 30:34,5 | +5:26,8 | 37.     | 37.     | [ 22 ] |
| Vid Vrhovnik | skocznia duża/bieg na 10 km     | 114,0     | 82,4   | 34.     | 28:11,8 | +4:48,5 | 41.     | 36.     | [ 22 ] |

### Narciarstwo alpejskie
| Zawodnik           | Konkurencja              | 1 przejazd | 1 przejazd | 2 przejazd | 2 przejazd | Łącznie | Łącznie | Źródło |
| Zawodnik           | Konkurencja              | Czas       | Pozycja    | Czas       | Pozycja    | Czas    | Pozycja | Źródło |
| ------------------ | ------------------------ | ---------- | ---------- | ---------- | ---------- | ------- | ------- | ------ |
| Ana Bucik          | slalom kobiet            | 53,73      | 14.        | 52,94      | 7.         | 1:46,67 | 11.     | [ 23 ] |
| Ana Bucik          | slalom gigant kobiet     | 59,42      | 16.        | 58,47      | 11.        | 1:57,89 | 11.     | [ 23 ] |
| Neja Dvornik       | slalom kobiet            | DNF        | DNF        | NQ         | NQ         | DNF     | DNF     | [ 24 ] |
| Maruša Ferk Saioni | supergigant kobiet       | —          | —          | —          | —          | 1:15,72 | 23.     | [ 25 ] |
| Maruša Ferk Saioni | superkombinacja kobiet   | 1:33,07    | 6.         | 57,05      | 8.         | 2:30,12 | 9.      | [ 25 ] |
| Maruša Ferk Saioni | zjazd kobiet             | —          | —          | —          | —          | 1:34,99 | 23.     | [ 25 ] |
| Miha Hrobat        | supergigant mężczyzn     | —          | —          | —          | —          | DNF     | DNF     | [ 26 ] |
| Miha Hrobat        | superkombinacja mężczyzn | DNF        | DNF        | NQ         | NQ         | DNF     | DNF     | [ 26 ] |
| Miha Hrobat        | zjazd mężczyzn           | —          | —          | —          | —          | 1:44,71 | 24.     | [ 26 ] |
| Meta Hrovat        | slalom kobiet            | DNF        | DNF        | NQ         | NQ         | DNF     | DNF     | [ 27 ] |
| Meta Hrovat        | slalom gigant kobiet     | 58,48      | 4.         | 58,56      | 13.        | 1:57,04 | 7.      | [ 27 ] |
| Boštjan Kline      | supergigant mężczyzn     | —          | —          | —          | —          | 1:22,55 | 20.     | [ 28 ] |
| Boštjan Kline      | zjazd mężczyzn           | —          | —          | —          | —          | 1:43,75 | 10.     | [ 28 ] |
| Žan Kranjec        | slalom mężczyzn          | DNF        | DNF        | NQ         | NQ         | DNF     | DNF     | [ 29 ] |
| Žan Kranjec        | slalom gigant mężczyzn   | 1:03,71    | 8.         | 1:05,83    | 1.         | 2:09,54 | srebro  | [ 29 ] |
| Nejc Naraločnik    | supergigant mężczyzn     | —          | —          | —          | —          | 1:23,08 | 24.     | [ 30 ] |
| Nejc Naraločnik    | superkombinacja mężczyzn | DNF        | DNF        | NQ         | NQ         | DNF     | DNF     | [ 30 ] |
| Nejc Naraločnik    | zjazd mężczyzn           | —          | —          | —          | —          | DNF     | DNF     | [ 30 ] |
| Tina Robnik        | slalom gigant kobiet     | 1:00,18    | 21.        | 58,72      | 15.        | 1:58,90 | 18.     | [ 31 ] |
| Andreja Slokar     | slalom kobiet            | 52,64      | 4.         | 52,56      | 5.         | 1:45,20 | 5.      | [ 32 ] |
| Andreja Slokar     | slalom gigant kobiet     | 1:00,08    | 20.        | DNF        | DNF        | DNF     | DNF     | [ 32 ] |
| Ilka Štuhec        | zjazd kobiet             | —          | —          | —          | —          | 1:34,88 | 22.     | [ 33 ] |

drużynowe
| Zawodnicy                                                    | Konkurencja      | 1/8 finału       | Ćwierćfinał      | Półfinał         | Mecz o brązowy medal | Finał            | Miejsce | Źródło |
| Zawodnicy                                                    | Konkurencja      | Przeciwnik Wynik | Przeciwnik Wynik | Przeciwnik Wynik | Przeciwnik Wynik     | Przeciwnik Wynik | Miejsce | Źródło |
| ------------------------------------------------------------ | ---------------- | ---------------- | ---------------- | ---------------- | -------------------- | ---------------- | ------- | ------ |
| Ana Bucik Tina Robnik Andreja Slokar Miha Hrobat Žan Kranjec | zawody drużynowe | Kanada · W 2–2   | Austria · P 1–3  | NQ               | NQ                   | NQ               | 7.      | [ 34 ] |

### Skoki narciarskie
| Zawodnik                                        | Konkurencja                | Kwalifikacje | Kwalifikacje | Kwalifikacje | Runda 1.               | Runda 1.                      | Runda 1. | Runda 2.                | Runda 2.                      | Runda 2. | Suma   | Suma    | Źrodło |
| Zawodnik                                        | Konkurencja                | Odległość    | Punkty       | Miejsce      | Odległość              | Punkty                        | Miejsce  | Odległość               | Punkty                        | Miejsce  | Punkty | Miejsce | Źrodło |
| ----------------------------------------------- | -------------------------- | ------------ | ------------ | ------------ | ---------------------- | ----------------------------- | -------- | ----------------------- | ----------------------------- | -------- | ------ | ------- | ------ |
| Urša Bogataj                                    | skocznia normalna kobiet   | —            | —            | —            | 108,0                  | 118,0                         | 2. Q     | 100,0                   | 121,0                         | 1.       | 239,0  | złoto   | [ 35 ] |
| Ema Klinec                                      | skocznia normalna kobiet   | —            | —            | —            | 100,0                  | 112,1                         | 4. Q     | 90,5                    | 103,3                         | 6.       | 215,4  | 5.      | [ 36 ] |
| Lovro Kos                                       | skocznia normalna mężczyzn | 87,0         | 79,0         | 35. Q        | 95,0                   | 120,9                         | 28. Q    | 92,0                    | 108,7                         | 28.      | 229,6  | 28.     | [ 37 ] |
| Lovro Kos                                       | skocznia duża mężczyzn     | 125,0        | 114,9        | 19. Q        | 135,0                  | 130,7                         | 13. Q    | 136,5                   | 137,7                         | 6.       | 268,4  | 11.     | [ 37 ] |
| Nika Križnar                                    | skocznia normalna kobiet   | —            | —            | —            | 103,0                  | 113,9                         | 3. Q     | 99,5                    | 118,1                         | 2.       | 232,0  | brąz    | [ 38 ] |
| Anže Lanišek                                    | skocznia normalna mężczyzn | 94,0         | 98,5         | 15. Q        | 99,0                   | 130,6                         | 9. Q     | 98,0                    | 123,0                         | 17.      | 253,6  | 13.     | [ 39 ] |
| Cene Prevc                                      | skocznia duża mężczyzn     | 128,5        | 121,1        | 10. Q        | 135,0                  | 131,6                         | 10. Q    | 137,0                   | 136,5                         | 9.       | 268,1  | 12.     | [ 40 ] |
| Peter Prevc                                     | skocznia normalna mężczyzn | 82,0         | 77,0         | 38. Q        | 103,0                  | 139,2                         | 2. Q     | 99,5                    | 126,2                         | 8.       | 265,4  | 4.      | [ 41 ] |
| Peter Prevc                                     | skocznia duża mężczyzn     | 131,0        | 128,3        | 3. Q         | 137,0                  | 131,3                         | 12. Q    | 137,0                   | 137,4                         | 7.       | 268,7  | 10.     | [ 41 ] |
| Špela Rogelj                                    | skocznia normalna kobiet   | —            | —            | —            | 93,0                   | 101,7                         | 8. Q     | 82,0                    | 82,5                          | 18.      | 184,2  | 9.      | [ 42 ] |
| Timi Zajc                                       | skocznia normalna mężczyzn | 88,0         | 84,3         | 30. Q        | 97,0                   | 128,2                         | 18. Q    | 104,5                   | 131,1                         | 4.       | 259,3  | 9.      | [ 43 ] |
| Timi Zajc                                       | skocznia duża mężczyzn     | 120,0        | 101,1        | 33. Q        | 138,5                  | 140,7                         | 3. Q     | 130,5                   | 132,5                         | 14.      | 273,2  | 6.      | [ 43 ] |
| Lovro Kos Cene Prevc Timi Zajc Peter Prevc      | konkurs drużynowy mężczyzn | —            | —            | —            | 134,0 124,0 129,0      | 126,7 119,3 110,6 110,8 467,4 | 1.       | 120,0 132,0 126,0 127,0 | 107,7 126,3 117,0 116,0 467,0 | 3.       | 934,4  | srebro  | [ 44 ] |
| Nika Križnar Timi Zajc Urša Bogataj Peter Prevc | konkurs drużyn mieszanych  | —            | —            | —            | 101,0 97,5 106,0 101,5 | 126,6 120,4 133,1 126,3 506,4 | 1.       | 99,5 100,0 101,5        | 121,5 123,0 124,3 126,3 495,1 | 1.       | 1001,5 | złoto   | [ 45 ] |

### Snowboarding
freestyle
| Zawodnik       | Konkurencja       | Kwalifikacje | Kwalifikacje | Kwalifikacje | Kwalifikacje | Kwalifikacje | Finał | Finał | Finał | Finał | Miejsce | Źródło |
| Zawodnik       | Konkurencja       | Z1           | Z2           | Z3           | W            | M            | Z1    | Z2    | Z3    | W     | Miejsce | Źródło |
| -------------- | ----------------- | ------------ | ------------ | ------------ | ------------ | ------------ | ----- | ----- | ----- | ----- | ------- | ------ |
| Urška Pribošič | big air kobiet    | 43,00        | 25,75        | 63,75        | 106,75       | 18.          | NQ    | NQ    | NQ    | NQ    | 18.     | [ 46 ] |
| Urška Pribošič | slopestyle kobiet | 27,48        | 32,00        | —            | 32,00        | 24.          | NQ    | NQ    | NQ    | NQ    | 24.     | [ 46 ] |
| Tit Štante     | halfpipe mężczyzn | 18,25        | 5,75         | —            | 18,25        | 22.          | NQ    | NQ    | NQ    | NQ    | 22.     | [ 47 ] |

równoległy
| Zawodnik      | Konkurencja                | Rozstawienie | Rozstawienie | 1/8 finału          | Ćwierćfinał           | Półfinał         | Finał/Finał B   | Miejsce | Źródło |
| Zawodnik      | Konkurencja                | Czas         | Miejsce      | Przeciwnik Czas     | Przeciwnik Czas       | Przeciwnik Czas  | Przeciwnik Czas | Miejsce | Źródło |
| ------------- | -------------------------- | ------------ | ------------ | ------------------- | --------------------- | ---------------- | --------------- | ------- | ------ |
| Žan Košir     | slalom równoległy mężczyzn | 1:22,16      | 11. Q        | Fischnaller P (DNF) | NQ                    | NQ               | NQ              | 11.     | [ 48 ] |
| Gloria Kotnik | slalom równoległy kobiet   | 1:28,73      | 14. Q        | Miki W (RDNF)       | Langenhorst W (-0,15) | Ulbing P (+0,21) | Dekker W (RDNF) | brąz    | [ 49 ] |
| Rok Marguč    | slalom równoległy mężczyzn | 1:24,38      | 25.          | NQ                  | NQ                    | NQ               | NQ              | 25.     | [ 50 ] |
| Tim Mastnak   | slalom równoległy mężczyzn | 1:21,43      | 4. Q         | Angenend W (-0,27)  | Kwiatkowski W (RDNF)  | Wild W (-0,48)   | Karl P (0,82)   | srebro  | [ 51 ] |